# پنیر دمیاطی

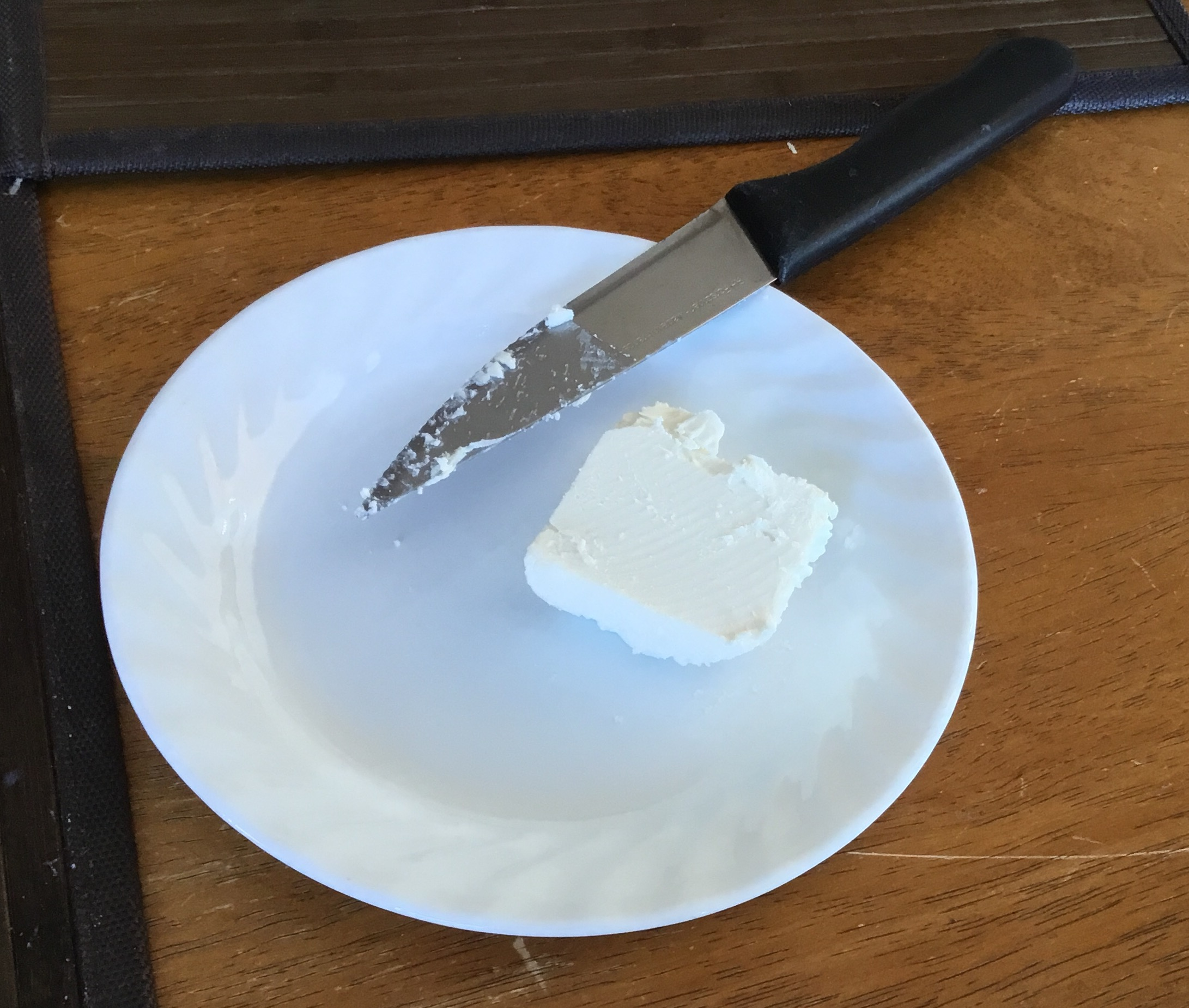
پنیر دمیاطی

پنیر دمیاطی یا پنیر سفید (به عربی: الجبنة الدمیاطي) نوعی پنیر سفید نرمی است که در مصر تهیه می‌شود. همچنین در سودان و سایر کشورهای خاورمیانه تولید می‌شود. این پنیر از شیر گاومیش، شیر گاو یا ترکیبی از هر دوی آنها تهیه می‌شود. همچنین می‌توان آن را از شیرهای دیگر مانند شیر گوسفند، بز یا شتر تهیه کرد. این پنیر رایج‌ترین نوع پنیر مصری است. نام این پنیر از شهر دمیاط (یا دومیات) گرفته شده‌است.